# JR貨物V19C形コンテナ
JR貨物V19C形コンテナ（JRかもつV19Cがたコンテナ）は、日本貨物鉄道（JR貨物）が、通風コンテナの老朽取換用および輸送力増強用として製造・保有している12 ft通風コンテナ。

## 構造
- 両側開き12 ft有蓋コンテナである19D形を基本に、通風機構を加えたのが本形式で、両側に扉を持つ両側開き構造である。内法寸法は高さ2,245mm、幅2,275mm、長さ3,647mm。内容積は18.6m3、最大積載重量は5t。
- 外観はV19A形やV19B形と同じく、JRFレッドと称される、フロンティアレッド一色塗りで、側面中央にJRFのロゴマークが白抜きで大きく配されている。
- 通風装置は、V19B形と同じく、内側から操作する開閉可能なスリットタイプのものを側面に4箇所ずつ、計8箇所に設けた。
- 2015年（平成27年）度に増備された個体より、塗装が大きく変更されており、赤紫色を基調としている点は従来と変わらないが、JRFマークと白線が廃止され、側面の中央右側にJRマーク、その下に「JR貨物」の文字が入れられている。妻面右上にも「JR貨物」の文字がある。
- 0番台と7000番台と11000番台と東日本大震災被災コンテナ補完用の80000番台が存在する。

## 製作状況
- 老朽化したV18C形の老朽取換用として、2006年（平成18年）度に100個が製作された。その後も、2007年（平成19年）度に1,000個、2008年（平成20年）度に1,200個、2009年（平成21年）度に600個、2010年（平成22年）度に1,000個、2011年（平成23年）度に1,300個、2012年（平成24年）度に930個が製作された。
- 2013年（平成25年）度よりV19A形の老朽取換用として、19D形と同じ屋根リブが付いた7000番台が製造され、同年度に1,000個[1]、2014年（平成26年）度に500個[2]、2015年（平成27年）度に500個[3]が製作された。
- 2021年（令和3年）度からは、初期に製造された本形式や、V19B形の老朽取換用として、同年度に500個[4]が製造された。
- 2022年（令和4年）度からは山陽本線での脱線事故を踏まえた、重量制限装置等を備え、妻面リブが20D形/20G形の11000番台と共通の構造に変更された11000番台が400個[5]、2023年（令和5年）度に400個[6]が増備された。
- 80000番台は、2012年（平成24年）度に70個が製作され、合計9,500個が製作された。

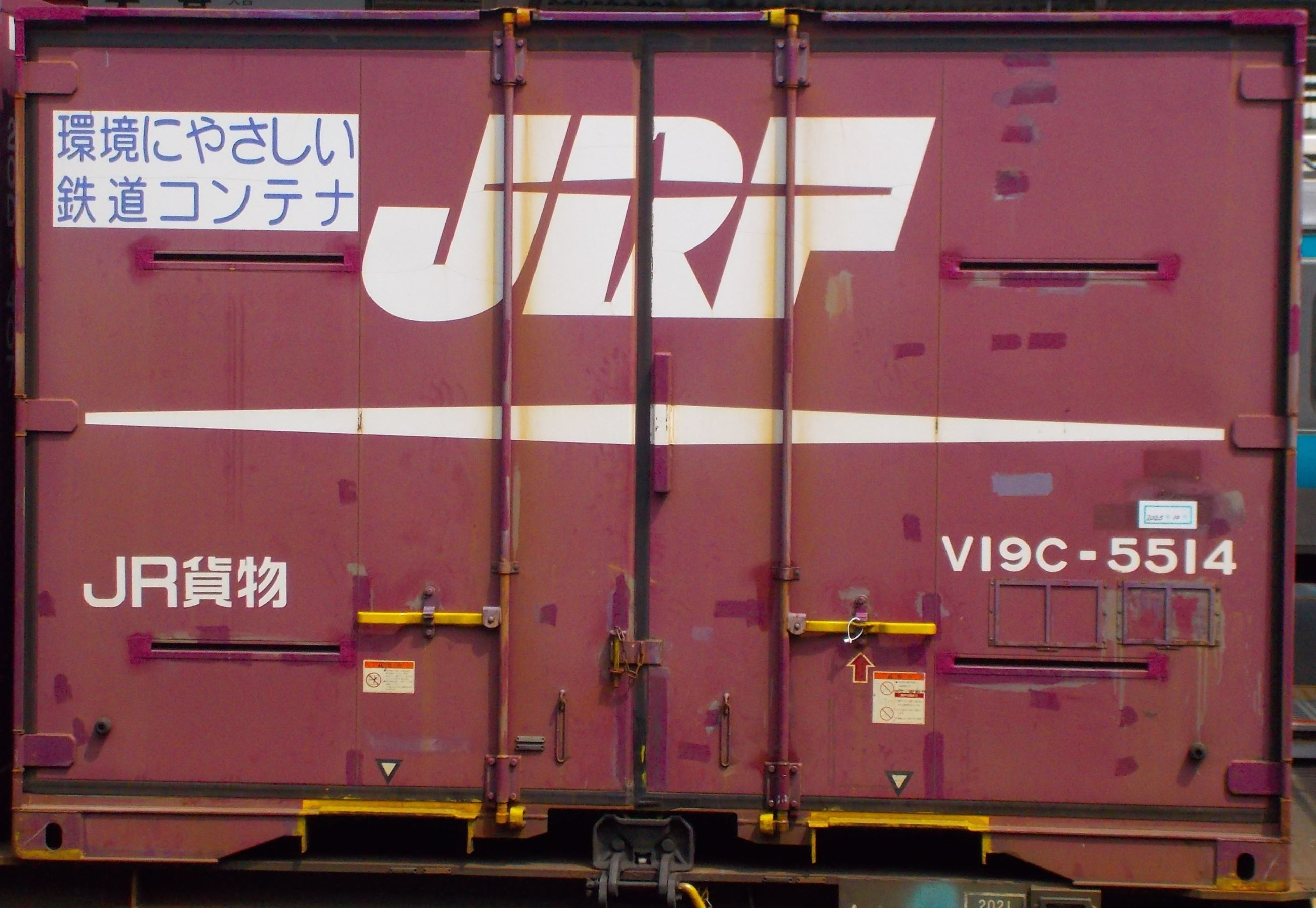
0番台 V19C-5514
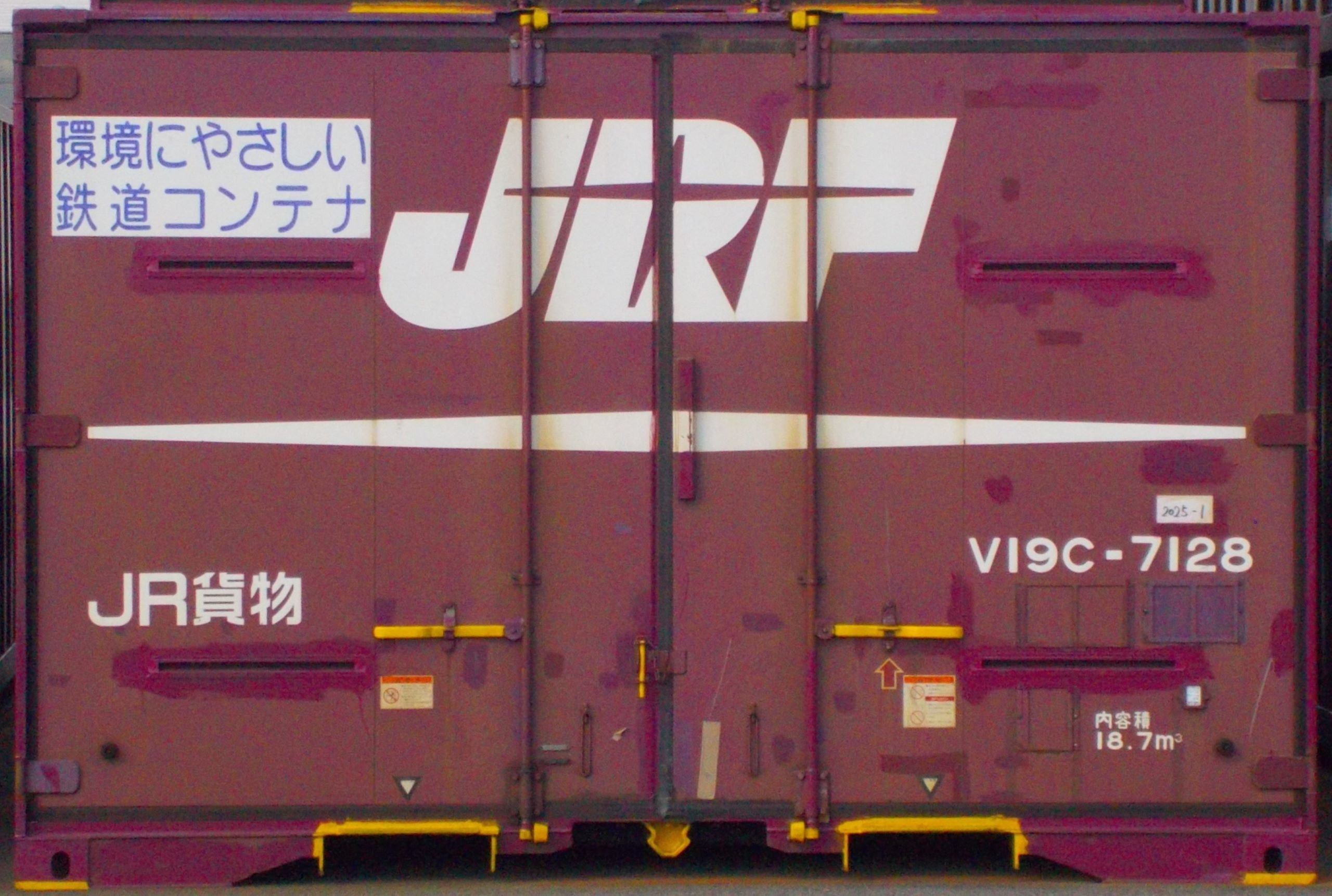
7000番台JRF塗装 V19C-7128
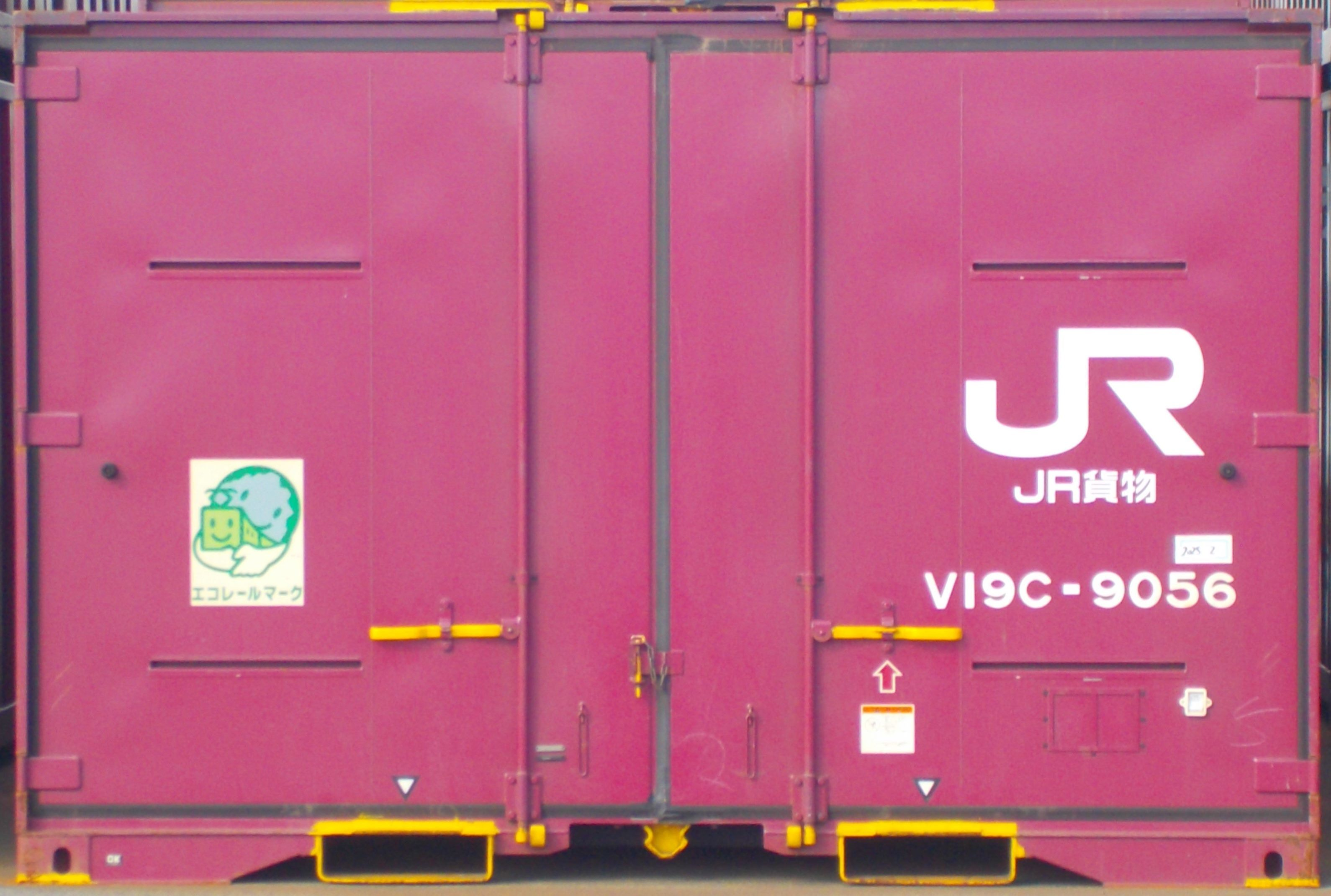
7000番台JR塗装 V19C-9056
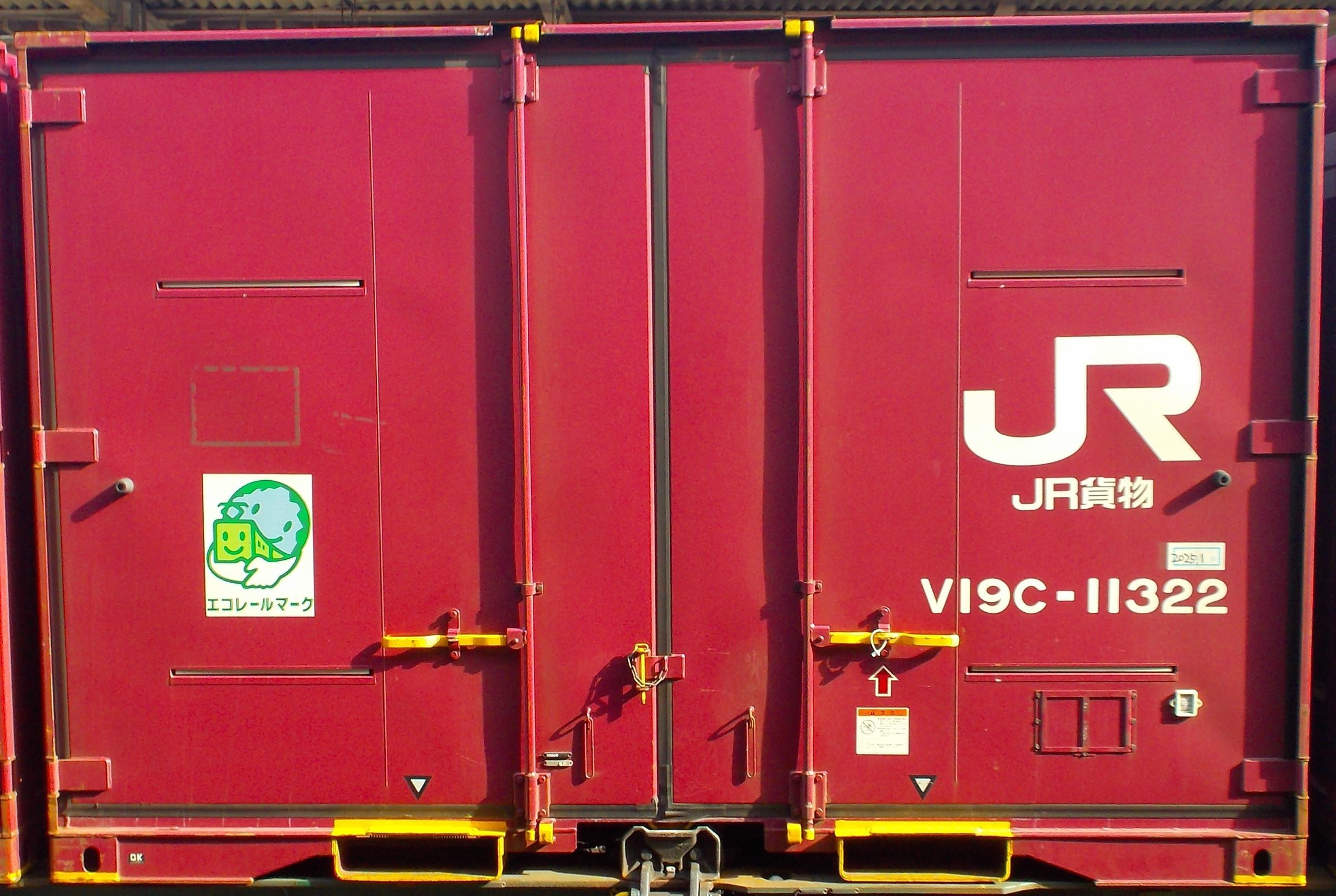
11000番台 V19C-11322
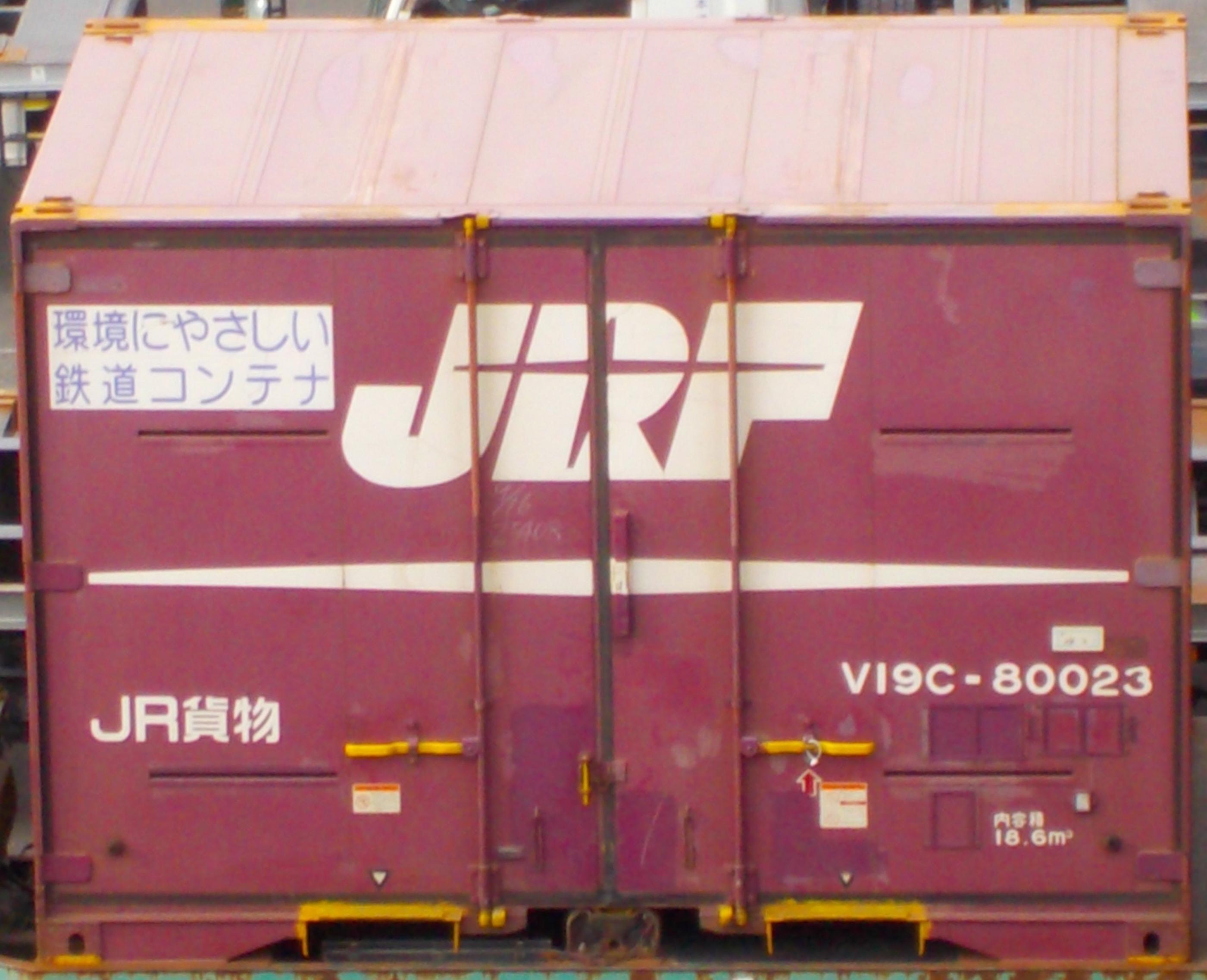
80000番台 V19C-80023

## 運用・現況
2025年（令和7年）4月5日現在、8,743個が保有されており、JR貨物所有の通風コンテナでは最も保有数が多い。
側面両開きの通風コンテナという特徴を生かして、毎年9月から10月にかけて運転されるジャガイモ専用列車では、本形式が使用される。
基本的には換気が必要な製品を輸送することが多いが、需要の変化などにより通風孔を閉じて使用される場合もある。
2022年（令和4年）度以降、初期に製造された個体は経年による老朽化が進んでおり、近年新たに製造された本形式や20D形などでこれらの老朽化による安全上の瑕疵や、多額の補修費が掛かる固体の置き換えが進み、用途廃止・廃棄が進んでいる。